# Li Ping (Gewichtheberin)
Li Ping (chinesisch 李萍, Pinyin Lǐ Píng; * 15. September 1988 in Changsha) ist eine chinesische Gewichtheberin. Sie war 2005 und 2007 Weltmeisterin im Zweikampf in der Gewichtsklasse bis 53 kg Körpergewicht.

## Werdegang
Li Ping lebt und trainiert in Changsha in der Provinz Hunan. Dort wird sie von He Yicheng trainiert. Über die Auswahlmannschaft von Hunan kam sie im Jahre 2005 auf Grund ihrer herausragenden Leistungen in die chinesische Nationalmannschaft der Gewichtheberinnen, obwohl sie damals erst 17 Jahre alt war.
2005 wurde sie bei der Junioren-Weltmeisterschaft in Bursa eingesetzt. Das war ihr erster Start bei einer internationalen Meisterschaft. Sie siegte dort in der Gewichtsklasse bis 53 kg, der Gewichtsklasse, in der sie bisher ausschließlich startete, mit 207 kg (90–117) im Zweikampf vor Hiromi Miyake, der Tochter des früheren japanischen Olympiasiegers im Gewichtheben Yoshinobu Miyake, die auf 186 kg (81–105) kam. Im gleichen Jahr siegte Li Ping auch bei den chinesischen National-Spielen in Nanjing mit dem neuen Zweikampf-Weltrekord von 230 kg (100–130). Sie wurde dann auch bei der Weltmeisterschaft in Doha eingesetzt und siegte dort mit 224 kg (98–126) vor Junpim Kuntatean aus Thailand, 223 kg (98–125) und Yudergue Contreras aus der Dom. Republik, die 211 kg erzielte.
Im Jahre 2006 wurde Li Ping nur bei den Asienspielen in Doha eingesetzt. Sie siegte dort mit 224 kg (98–126) erneut vor Junpim Kuntatean, die diesmal 221 kg (97–124) erzielte und Yu Wei Li aus Taiwan, 207 kg (90–117).
Auch im Jahre 2007 konnte sich Li Ping wieder über Siege bei internationalen Meisterschaften freuen. Zunächst wurde sie in Tai’an mit 225 kg (96–129) Asien-Meisterin vor Prapawadee Jaroenrattanatarakoon aus Thailand, die auf 221 kg kam und vor Yu Weili aus Hongkong, 191 kg.
Anschließend gewann sie im thailändischen Chiangmai zum zweiten Mal den Weltmeistertitel im Zweikampf mit 219 kg (03–126) vor Nastassja Nowikawa, Belarus, 213 kg (94–119) und Yoon Jin-hee, Südkorea, 211 kg.
Als zweifache Weltmeisterin und Weltrekordlerin konnte Li Ping im Jahre 2008 nicht bei den Olympischen Spielen in Peking starten. Der Grund war die Entscheidung des Internationalen Olympischen Komitees, die Teilnehmerzahl bei den Olympischen Spielen zu beschränken. Aus diesem Grund erhielt China für sein Frauenteam nur vier Startplätze zur Teilnahme an den olympischen Frauen-Wettbewerben in Peking. Das Internationale Olympische Komitee sorgte durch die Entscheidung, China nur vier Startplätze für das Frauenteam zuzubilligen, dafür, dass in zwei Gewichtsklassen die besten Athletinnen der Welt nicht starten konnten.
Im April 2009 wurde Li Ping chinesische Meisterin mit 228 kg (97–131) vor Chen Xiaoping, die 218 kg (98–120) erzielte und Qiu Hongxia, die auf 217 kg (97–120) kam. Anschließend siegte sie auch bei den chinesischen National-Spielen in Jinan mit dem neuen Zweikampf-Weltrekord von 235 kg und den Weltrekorden im Reißen mit 103 kg und im Stoßen mit 132 kg vor Qiu Hongxia, 226 kg (98–128) und Chen Xiaoting, 225 kg (100–125). Gegen Ende des Jahres 2009 siegte sie dann bei den Ostasienspielen in Hongkong, wobei sie zum Sieg nur 215 kg (93–122) benötigte. Den zweiten Platz belegte dort Paek Un Hui aus Nordkorea, 201 kg (88–113).

## Internationale Erfolge
| Jahr | Platz | Wettbewerb                      | Gewichtsklasse | |
| ---- | ----- | ------------------------------- | -------------- | --- |
| 2005 | 1.    | Junioren-WM in Busan            | bis 53 kg      | mit 207 kg (90–117), vor Hiromi Miyake, Japan, 186 kg (81–105) und Chateephany Suda, Thailand, 186 kg (82–104)     |
| 2005 | 1.    | WM in Doha                      | bis 53 kg      | mit 224 kg (98–126), vor Junpim Kuntatean, Thailand, 223 kg (98–125) u. Yudergue Contreras, Dom. Rep., 211 kg      |
| 2006 | 1.    | Asienspiele in Doha             | bis 53 kg      | mit 224 kg (98–126), vor Junpim Kuntatean, 221 kg (97–124) u. Yu Wei Li, Taiwan, 207 kg (90–117)                   |
| 2007 | 1.    | Asien-Meisterschaften in Tai’an | bis 53 kg      | mit 225 kg (96–129), vor Prapawadee Jaroenrattanatarakoon, Thailand, 218 kg (96–122) u. Yu Weili, Hongkong, 191 kg |
| 2007 | 1.    | WM in Chiangmai/Thailand        | bis 53 kg      | mit 219 kg (93–126), vor Nastassja Nowikawa, Belarus, 213 kg (94–119) u. Yoon Jin-hee, Südkorea, 211 kg            |
| 2009 | 1.    | Ostasienspiele in Hongkong      | bis 53 kg      | mit 215 kg (93–122), vor Paek Un Hui, Nordkorea, 201 kg (88–113) u. Yu Weili, 199 kg (87–112)                      |

## WM-Einzelmedaillen
- WM-Goldmedaillen: 2005/Stoßen – 2007/Stoßen
- WM-Silbermedaille: 2005/Reißen
- WM-Bronzemedaille: 2007/Reißen

## Nationale Wettkämpfe(soweit bekannt)
| Jahr | Platz | Wettbewerb                             | Gewichtsklasse |                                                                                           |
| ---- | ----- | -------------------------------------- | -------------- | ----------------------------------------------------------------------------------------- |
| 2005 | 1.    | chinesische National-Spiele in Nanjing | bis 53 kg      | mit 230 kg (100–130)                                                                      |
| 2006 | 2.    | chinesische Meisterschaft              | bis 53 kg      | mit 226 kg (96–130), hinter Qiu Xia, 229 kg (101–129), vor Deng Janying, 223 kg (103–120) |
| 2007 | 3.    | chinesische Städte-Spiele in Wuhan     | bis 53 kg      | mit 224 kg (96–128)                                                                       |
| 2009 | 1.    | chinesische Meisterschaft              | bis 53 kg      | mit 228 kg (97–131), vor Chen Xiaoping, 218 kg (98–120) und Qiu Hongxia, 217 kg (97–120)  |
| 2009 | 1.    | chinesische National-Spiele in Jinan   | bis 53 kg      | mit 235 kg (103–132), vor Qiu Hongxia, 226 (98–128) und Chen Xiaoting, 225 kg (100–125)   |